# Botula alepidosauri
Botula alepidosauri är en sugmask vars auktor är okänd men även när den beskrevs och vilken dess typlokal är. Arten placeras i släktet Botula och familjen Botulidae. Inga underarter finns listade i Catalogue of Life.